# Museo de la Alhambra
El Museo de la Alhambra (anteriormente llamado Museo Nacional de Arte Hispanomusulmán) se encuentra en la ciudad de Granada, ubicado en el ala sur de la planta baja del palacio de Carlos V en la Alhambra. Alberga objetos, enseres, libros y restos arquitectónicos del arte hispanomusulmán datados desde mediados del siglo VIII hasta los últimos años de la cultura nazarí, fruto de excavaciones hechas en la propia ciudad de Granada y de donaciones de otros puntos. Consta de siete salas donde los objetos se distribuyen de forma temática y cronológica.
El museo arqueológico de la Alhambra se creó en 1940, en 1962 pasó a denominarse museo Nacional de Arte Hispanomusulmán, dependiente del Ministerio de Cultura, y desde 1994 está adscrito al Patronato de la Alhambra y el Generalife, con el nombre de museo de la Alhambra.

## Historia

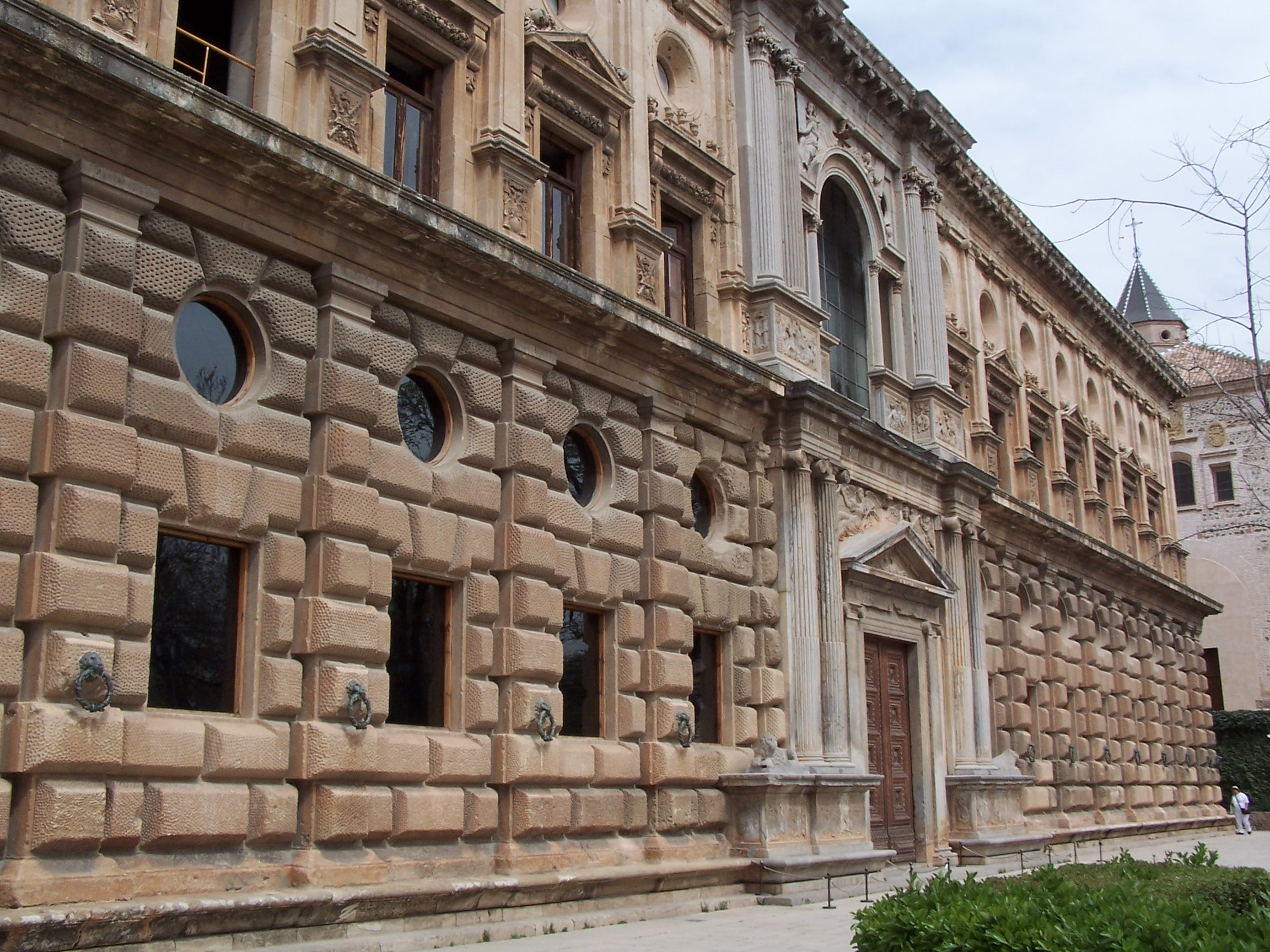
Palacio de Carlos V, fachada donde se encuentra el museo de la Alhambra

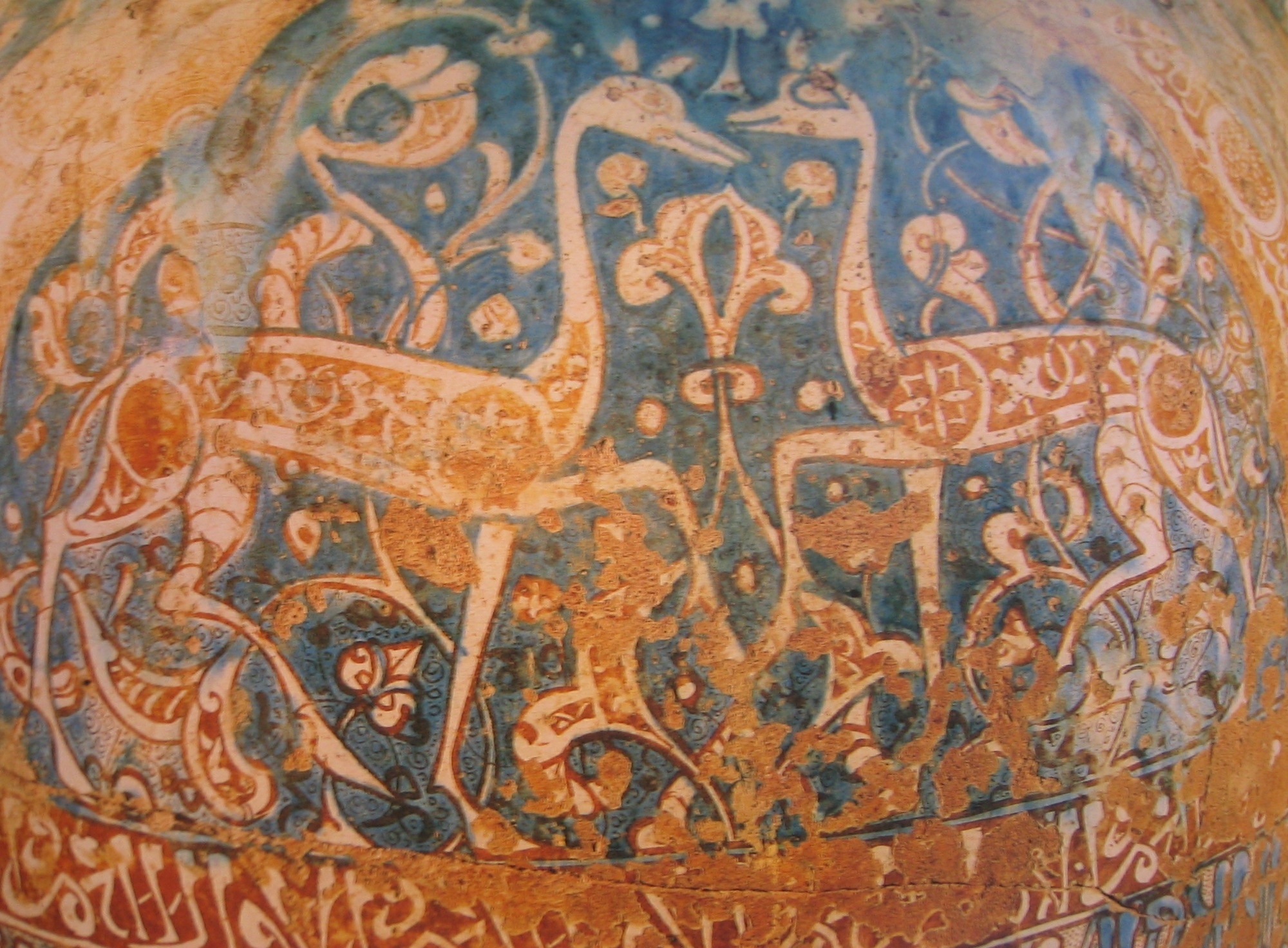
Detalle del Jarrón de las Gacelas

A mediados del siglo XIX se fueron recogiendo y catalogando diversas piezas que se encontraban dispersas en distintos lugares de la Alhambra, con la intención de crear un museo con una colección permanente. La Comisión Provincial de Monumentos, creada en 1870, realizó una exhaustiva clasificación de los fondos almacenados, bajo la dirección de Rafael Contreras.
Tres años más tarde ya estaba hecha la lista de los objetos que fueron depositados en lo que se llamó Museo de Antigüedades de la Alhambra, distribuidos entre las habitaciones de Carlos V y otras zonas de la Alhambra (Palacio de los Leones y Salón de Comares). El interés por este museo en ciernes se manifiesta en algunos decretos promulgados en los años 1905 y 1916 con el fin de normalizar y reglamentar la institución.
En 1962 este museo de arte árabe entró en la corporación de Museos Nacionales de España, con el nombre de Museo Nacional de Arte Hispanomusulmán,dependiente del Ministerio de Cultura; para entonces ya tenía fondos de los museos Arqueológico Provincial de Granada y Arqueológico de la Alhambra. En 1994 quedó incorporado al Patronato de la Alhambra y Generalife cambiando otra vez de nombre: Museo de la Alhambra. Fue entonces cuando se decidió situar la sede definitiva en el ala sur de la planta baja del palacio de Carlos V en la Alhambra.

## El edificio
El museo se encuentra ubicado en el palacio de Carlos V, un edificio renacentista, mandado construir por el emperador con la intención de residir en él. El arquitecto fue Pedro Machuca que lo proyectó siguiendo las últimas novedades artísticas de Italia. Pero su construcción fue lenta y a su muerte en 1550, aún no se había concluido. Continuó su hijo, Luis Machuca, pero de nuevo se suspendieron las obras por la rebelión de los moriscos. Después de este paréntesis se renovaron en 1619 y se abandonaron en 1637, quedando sin cubrir aguas. El deterioro fue evidente hasta 1923 en que se inició un periodo de restauración con la idea de recuperar el palacio para emplearlo en museos y albergar el Patronato de la Alhambra y la Biblioteca de la Alhambra.
En la planta superior del mismo edificio se encuentra otro museo independiente, el museo de Bellas Artes de Granada.

## El museo (catálogo)
Las salas del museo están ordenadas cronológicamente y por temas. Muestran la colección de objetos hallados en excavaciones de la propia Alhambra y de la ciudad de Granada. Se fue ampliando con donaciones y adquisiciones. Se exhibe una gran variedad de temas: religiosos, científicos, ornamentales, domésticos y mobiliario. Hay objetos autóctonos de la península y otros procedentes de oriente.
Las salas son las siguientes:
- Sala I: La fe, la ciencia y la economía. La sala I está dedicada a los temas de religión, ciencia y economía. Están expuestos dos ejemplares del Corán de cierto valor tanto artístico como histórico. En el campo de las ciencias puede verse un cuadrante solar horizontal que se utilizaba para calcular las horas. Hay una buena colección de monedas.

- Sala II: Arte emiral y califal. La sala II está dedicada al tiempo transcurrido entre el Emirato y el Califato, siglos VIII al X. El Califato supuso el máximo esplendor del arte y de la cultura. Una de las piezas más relevantes de esta sala es una pila califal de abluciones en la que puede observarse una técnica muy avanzada.

- Sala III: Del arte califal al nazarí. La sala III comprende el tiempo que transcurre desde el periodo califal al dominio nazarí, siglos X al XIII. Los objetos más distinguidos que se exhiben de este periodo son, la pila de abluciones de Almanzor, elementos varios de arquitectura y cerámica y piezas de bronce, como un brasero, un almirez y otros muchos de uso doméstico.

- Sala IV: Arte nazarí. Edificios públicos. Todo lo que se expone pertenece al arte nazarí. Son objetos que provienen de edificios de la ciudad de Granada, de la misma época en que se construyó La Alhambra. Pueden verse gorroneras (en árabe "nayran") en madera labrada con adornos de mocárabes, de la Casa del Chapiz.[6][7] En esta época el sultán nazarí era dueño de una serie de inmuebles de la ciudad destinados a la vida pública, como mezquitas, alhóndigas, madrazas, alcaicerías, hospitales. Precisamente se conserva en el museo la lápida fundacional (1365-1367) del hospital levantado al pie del Albaycín durante el reinado de Mohamed V. Es una pieza de mármol blanco con forma de arco de herradura. Del mismo edificio son dos leones que adornaban el patio central.

- Sala V: Arte nazarí. La Alhambra y la arquitectura. La sala V está dedicada también al arte nazarí. En esta sala se exponen los objetos de arte, enseres, carpintería, cerámica y mobiliario procedentes del recinto de La Alhambra. Todo está realizado con técnicas muy perfeccionadas. Uno de los objetos más famoso es el llamado Jarrón de las Gacelas, obra maestra de la cerámica nazarí. En su panza muestra el dibujo de unos animales que podrían ser gacelas (de ahí su nombre). El resto tiene decoración vegetal y geométrica; la franja que rodea el jarrón tiene decoración epigráfica con los versos de un poema.

- Sala VI: Arte nazarí. La Alhambra, cultura material. Esta sala está también dedicada al arte nazarí, en especial a La Alhambra. Aquí puede verse mobiliario, restos arquitectónicos, incluso lápidas sepulcrales. El objeto que más llama la atención es una réplica de la lámpara de Mohamed III compuesta por dos series de brazos de donde salen los vasos de cristal que proporcionan la iluminación. También puede verse la réplica de una vajilla del palacio y algunos otros instrumentos.

- Sala VII: Arte nazarí. La Alhambra, cultura material. Es la continuación del arte nazarí, presentando la vida cotidiana en palacio. Hay una colección de juguetes que da idea de las preferencias de los niños de la época; pueden verse cacharritos a imitación de los ajuares empleados por los adultos, animalitos en miniatura y silbatos. Estos juguetes se solían regalar en la fiesta de Año nuevo musulmán o en otras festividades particulares. También se exhiben restos de paneles de yeso, algunos artesonados y alguna vajilla de diario de factura más rústica.